# Informális logika
Az informális logika, nevének sugallatával ellentétben nem a logika egy típusa, hanem annak a köznyelvben, természetes nyelveken történő alkalmazása. Neve miatt definíciója is vitás.  Ralph H. Johnson és J. Anthony Blair definíciója szerint az informális logika egy olyan ága a logikának, melynek feladata kifejleszteni a nem formális kritériumait, szabályait és előírásait a viták elemzésének, értékelésének és kritikai megközelítésének. 
Az informális logika elsősorban szövegek, párbeszédek elemzésével foglalkozik, melyeket egyszerre kezel az informális logika eszközeivel és társít a világról szóló állításokhoz igazságértékeket. A formális logikával szemben az informális logikában figyelembe vesszük a beszélő, író, valamilyen módon megnyilvánuló szándékait, implicit tartalmakat és a megnyilvánuló felek közti feltételezett, ki nem mondott megegyezéseken alapuló közös tudást. 
Az informális logika önmagában nem akadémiai tudomány, ahogy a formális vagy matematikai logika, annak csupán mindennapi használatára vonatkozik a köznyelvben.
Az informális logika másik variációja az, amely nem a köznyelvet próbálja leírni a formális logikával és más elemző eszközökkel hanem a formális logika, egy köznyelvben használható, magyarázható leírását adja. A formális nyelv egy természetes nyelvre fordított, azt visszaadó, ám feldolgozhatóvá tett változata. A matematika formális nyelve informális logika eszközeivel egy erősen formalizált, de természetes nyelvi környezetbe átültethető.

## Fordítás
- Ez a szócikk részben vagy egészben  az   Informal logic című angol Wikipédia-szócikk ezen változatának fordításán alapul.  Az eredeti cikk szerkesztőit annak laptörténete sorolja fel. Ez a jelzés csupán a megfogalmazás eredetét és a szerzői jogokat jelzi, nem szolgál a cikkben szereplő információk forrásmegjelöléseként.